# Хаётинав (Джаббар-Расуловский район)
Хаётинав (тадж. Ҳаёти нав) — сельская община (джамоат), находящееся в Джаббар-Расуловском районе Согдийской области Таджикистана. Прежнее название общины — Янгихаёт (тадж. Янгиҳаёт).

## Общая информация
Административным центром сельского джамоата Хаётинав является село Хаётинав. Села джамоата: Мехргон (до 7 января 2013 года — Янгиобод), Кавсар (до 7 января 2013 года — Карокамар), Навруз, Хитой, Кургонча, Гулафшон (до 7 января 2013 года — Янтокзор), Джавони. До 2012 года джамоат носил название Янгихаёт. Постановлением парламента Республики Таджикистан № 305 от 29 марта 2012 года джамоат Янгихаёт было переименовано в Хаётинав.
Общая площадь поселения составляет 110,2 км², общая численность населения ▲14 047 человек, по национальному составу: узбеков 13 898, киргизов 120, таджиков 29 человек.
Основное занятие населения — сельское хозяйство: животноводство, выращивание зерновых культур, хлопка, картофеля, овощей и фруктов.

## Населённые пункты
В состав джамоата входят 6 сёл:
| Населённый пункт | Прежние названия | Население, чел. (2017) |
| ---------------- | ---------------- | ---------------------- |
| Гулафшон         | Янтокзор         | 2482                   |
| Кавсар           | Карокамар        | 899                    |
| Кургонча         |                  | 4510                   |
| Мехргон          | Янгиобод         | 3539                   |
| Навруз           |                  | 640                    |
| Хитой            |                  | 2248                   |